# Camellia (Nouvelle-Galles du Sud)
Pour les articles homonymes, voir Camellia (homonymie).
Camellia est un quartier de la ville australienne de Parramatta, située dans l'agglomération de Sydney en Nouvelle-Galles du Sud.

## Géographie
Le quartier à vocation commerciale et industrielle est situé dans la zone d'administration locale de Parramatta, à 23 km à l'ouest du centre d'affaires de Sydney. Il est bordé au nord par le fleuve Parramatta.

## Histoire
La zone était habitée par la tribu aborigène des Burramattagal. Au début des années 1800, elle fait partie des terres de la ferme Elizabeth. En 1901, le quartier est baptisé Camellia en raison de la présence d'une pépinière cultivant des camélias.